# Монивей
Мониве́й (Мониви; англ. Monivea [mo:nı`ve:]; ирл. Muine Mheá, Мине-Вя) — деревня в Ирландии, находится в графстве Голуэй (провинция Коннахт).
Главная достпримечательность — средневековый башенный дом клана О’Келли. В 1938 г. Екатерина Максимилиановна Перси-Френч завещала отцовское имение ирландской нации.

## Демография
Население — 337 человек (по переписи 2006 года). В 2002 году население было 300 человек.
Данные переписи 2006 года:
| Общие демографические показатели |               |                               |                               |      |      |
| Всё население                    | Всё население | Изменения населения 2002—2006 | Изменения населения 2002—2006 | 2006 | 2006 |
| 2002                             | 2006          | чел.                          | %                             | муж. | жен. |
| 300                              | 337           | 37                            | 12,3                          | 167  | 170  |